# 喜々津駅
喜々津駅（ききつえき）は、長崎県諫早市多良見町化屋にある、九州旅客鉄道（JR九州）長崎本線の駅である。
市布方面の新線と長与方面の旧線が分岐する。

## 歴史
- 1898年（明治31年）11月27日：九州鉄道大村 - 諫早 - 長与間開業と同時に開設[2]。
- 1907年（明治40年）7月1日：九州鉄道国有化により帝国鉄道庁の駅となる[2]。
- 1972年（昭和47年）
  - 3月15日：貨物取扱廃止[2]。
  - 10月2日：喜々津 - 市布 - 浦上間新線開業[2]。
- 1974年（昭和49年）3月5日：業務委託駅となる[4][5]。
- 1984年（昭和59年）2月1日：荷物扱い廃止[2]。
- 1987年（昭和62年）4月1日：国鉄分割民営化により九州旅客鉄道(JR九州)に移管[2]。
- 2012年（平成24年）12月1日：ICカード「SUGOCA」の利用を開始[6]。
- 2022年（令和4年）
  - 3月11日：みどりの窓口の営業を終了。
  - 9月23日：当駅を含め、肥前浜駅 - 長崎駅間が非電化となる。

## 駅構造
駅舎側（南側）に単式ホーム1面1線、北側に島式ホーム1面2線の計2面3線を有する地上駅。二つのホームは屋根がついた跨線橋で連絡している。バリアフリー化工事により跨線橋にはエレベータ、ホームにはスロープが設置された。単式ホームに接する形で駅の南側に木造駅舎がある。のりばは駅舎側からそれぞれ1番のりば、2番のりば、3番のりばである。待避をしない列車は1番のりば（下り・長崎方面）または3番のりば（上り・諫早方面）に発着する。駅舎は木造平屋の建物となっている。
JR九州サービスサポートが駅業務を行う業務委託駅で、ICカード「SUGOCA」の利用が可能である。簡易改札機、SUGOCA対応自動券売機が設置されている。

### のりば
| のりば | 路線      | 路線     | 方向 | 行先                   | 備考                          |
| ------ | --------- | -------- | ---- | ---------------------- | ----------------------------- |
| 1・2   | ■長崎本線 | 市布経由 | 下り | 長崎方面               | 2番のりば発着は一部の列車のみ |
| 1・2   | ■大村線   | 市布経由 | 下り | 長崎方面               | 2番のりば発着は一部の列車のみ |
| 1・2   | ■長崎本線 | 長与経由 | 下り | 長崎方面               | 2番のりば発着は一部の列車のみ |
| 1・2   | ■大村線   | 長与経由 | 下り | 長崎方面               | 2番のりば発着は一部の列車のみ |
| 2・3   | ■長崎本線 | -        | 上り | 諫早・江北方面         | 2番のりば発着は一部の列車のみ |
| 2・3   | ■大村線   | -        | 上り | 諫早・早岐・佐世保方面 | 2番のりば発着は一部の列車のみ |

（出典：JR九州 駅情報一覧）

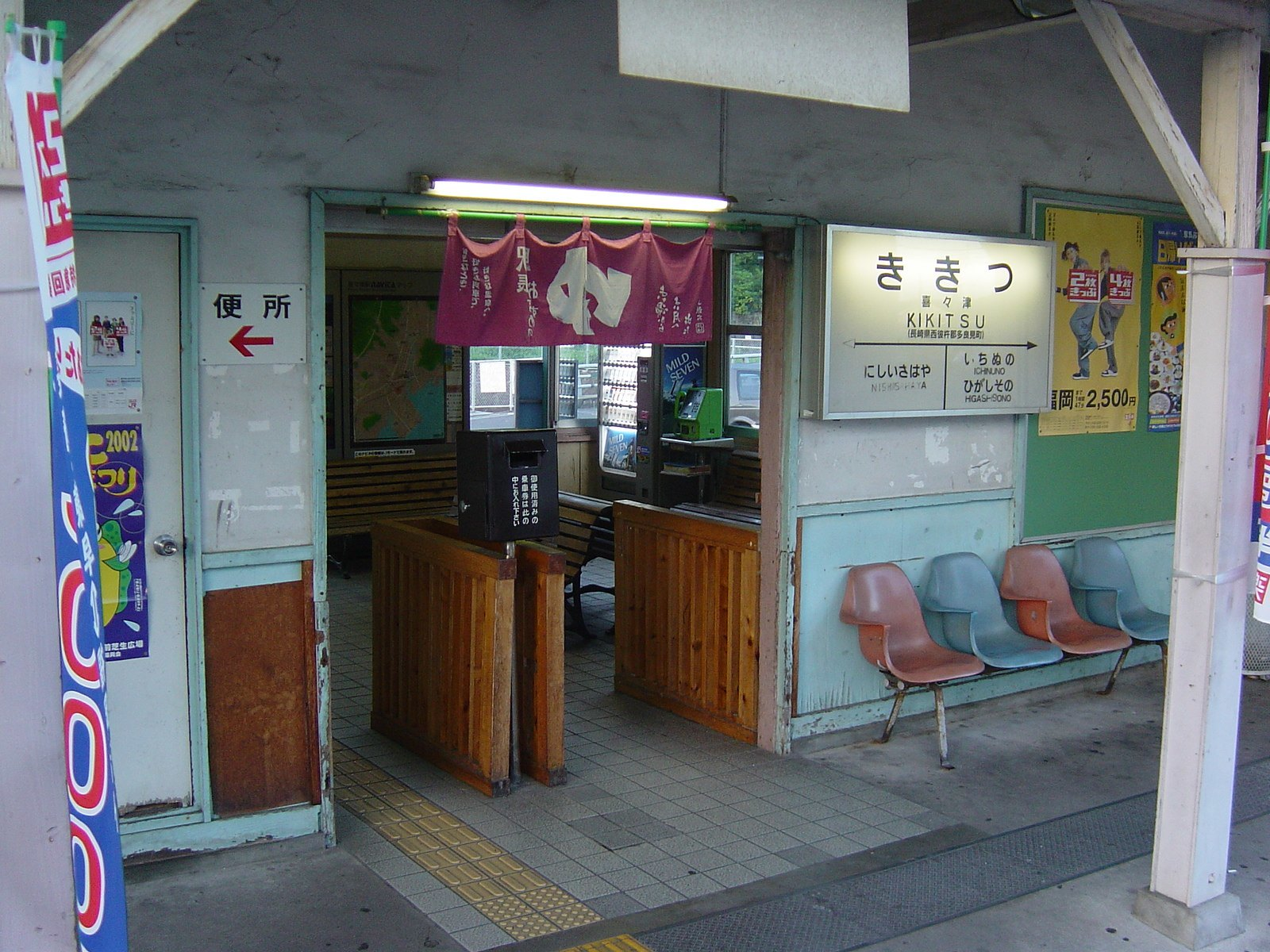
ホーム側から見た駅舎内（2002年8月）

## 利用状況
2023年（令和5年）度の1日平均乗車人員は1,622人である。
| 乗車人員推移 | 乗車人員推移 |
| 年度         | 1日平均人数  |
| ------------ | ------------ |
| 2000         | 1,810        |
| 2001         | 1,816        |
| 2002         | 1,811        |
| 2003         | 1,829        |
| 2004         | 1,844        |
| 2005         | 1,881        |
| 2006         | 1,822        |
| 2007         | 1,823        |
| 2008         | 1,865        |
| 2009         | 1,842        |
| 2010         | 1,880        |
| 2011         | 1,859        |
| 2012         | 1,854        |
| 2013         | 1,862        |
| 2014         | 1,829        |
| 2015         | 1,860        |
| 2016         | 1,868        |
| 2017         | 1,846        |
| 2018         | 1,809        |
| 2019         | 1,780        |
| 2020         | 1,499        |
| 2021         | 1,473        |
| 2022         | 1,547        |
| 2023         | 1,622        |

## 駅周辺
駅からやや南に国道34号と国道207号が通っており、ナフコ諫早店、マルキョウ久山台店、アクロスプラザ諫早などの商業施設が1 km圏内にある。なお、駅北側には神戸発動機の工場があったが、同工場の解体後は再開発事業により、高層マンションやビジネスホテルを建設する計画がある。
- 諫早市役所 多良見支所（旧・多良見町役場）
- 多良見郵便局（郵便事業株式会社大村支店多良見集配センター併設）
- 多良見町商工会
- 喜々津ステーションホテル
- セブン-イレブン諫早多良見町店
- 長崎県立西陵高等学校
- 創成館高等学校
- 日本赤十字社長崎原爆諫早病院（諫早日赤病院）
- 長崎県立希望が丘高等特別支援学校
- ディスカウントドラッグコスモス多良見店
- 長崎県交通局（県営バス）喜々津駅前停留所（徒歩3分）、喜々津駅通停留所（徒歩4分）

## 隣の駅
九州旅客鉄道（JR九州）
■長崎本線（新線、市布経由）
■区間快速「シーサイドライナー」
諫早駅 -  喜々津駅 - 浦上駅
■快速「シーサイドライナー」・■普通
西諫早駅 - 喜々津駅 - 市布駅
■長崎本線（旧線、長与経由）
■普通
西諫早駅 - 喜々津駅 - 東園駅
- 特急「ふたつ星4047」は当駅 - 浦上間を長与経由で走行する。（当駅通過）